# Дженгл-поп
Дженгл-поп (англ. Jangle pop) — жанр альтернативного року, відзначений «поверненням до дзвінких гітар та популярних мелодій 1960-х», як, наприклад, у гурту The Byrds, з їх електричною дванадцятиструнною гітарою, і впливом павер-попа. У період між 1984 і 1987 роками термін дженгл-поп використовували в США для позначення музики R.E.M., Let's Active і піджанру андеграунд Пейслі, що включає також вплив психоделічної музики. У Великій Британії цей термін був застосований до нової хвилі гуртів з сирим та швидкісним звучанням мелодійних гітар, виданих на збірці C86 (а потім та CD86).

## Історія

### Витоки
В 1964 році гурт The Beatles використовував «дженгл»-звучання в піснях «A Hard Day's Night», «What You're Doing», «Ticket to Ride», «Words of Love», що підштовхнуло багатьох виконавців до придбання дванадцятиструнних гітар. Гурт The Byrds став застосовувати в своїх платівках подібні гітари після перегляду фільму «Вечір важкого дня» за участю The Beatles. До інших групувань, що використав дванадцятиструнну гітари, належать The Who (ранні), The Beach Boys, The Hollies і Paul Revere & the Raiders.

### 1980-ті
Дженгл-поп з'явився на початку 1980-х, на сцені зростаючого коледж-року. Крім музики The Beatles і The Byrds відзначають також вплив павер-попа та пост-панку. В 1979 році в місті Атенс (Джорджія) з'являється гурт Pylon з «незграбним дженгл-поп звучанням», який впливає на своїх колег по сцені, включаючи гурт R.E.M.. Народження жанру пов'язують із записом дебютного міньйону Chronic Town і синглу «Radio Free Europe» гурту R.E.M. в 1981 році.
Дженгл-поп не став виключно американським явищем, його розвитку сприяли численні гурти з Великої Британії (The Smiths, Aztec Camera, C86), Австралії (The Church та інші) та Нової Зеландії (Dunedin Sound).
Гурти, як, наприклад, The Rembrandts, Hoodoo Gurus і The Dream Syndicate стали важливою ланкою між коледж-роком 1980-х і більш потужним альтернативним роком 1990-х.

### 2000-ті
Дуже багато гуртів в 2000-х, колективно представлені як інді-рок або інді-поп, стали звертатися до звучання дженгл-попу. Такі гурти, як Outrageous Cherry, Death Cab For Cutie, Guster та Fountains of Wayne продовжують просувати дженгл-поп для майбутніх поколінь.

## Ключові гурти жанру
- R.E.M.
- The Go-Betweens
- The Reivers
- The Mighty Lemon Drops
- Let's Active
- Camper Van Beethoven
- The Feelies
- The Three O'Clock
- The Long Ryders
- Uncle Green
- Miracle Legion
- The dB's
- Game Theory